# شهرستان قزیریق
ناحیهٔ قزیریق (به ازبکی: Kizirik District) یک منطقهٔ مسکونی در ازبکستان است که در ولایت سرخان‌دریا واقع شده‌است. ناحیه قزیریق ۳۳۰ کیلومتر مربع مساحت و ۷۹٬۷۰۰ نفر جمعیت دارد.